# Pelechuco (gemeente)
Pelechuco is een gemeente (municipio) in de Boliviaanse provincie Franz Tamayo in het departement La Paz. De gemeente telt naar schatting 7.039 inwoners (2018). De hoofdplaats is Pelechuco.